# 1820年の王妃キャロラインの裁判
『1820年の王妃キャロラインの裁判』（1820ねんのおうひキャロラインのさいばん、The Trial of Queen Caroline 1820）は、イギリスの画家、ジョージ・ヘイター（1792-1871）が、1823年に描いた油絵である。1820年に貴族院で行われた出来事（イギリス国王ジョージ4世が王妃キャロラインと離婚するべく、キャロライン妃に不貞があったかを裁判する様子）が描かれている。現在はナショナル・ポートレート・ギャラリーに収蔵されている。

## 解説
この作品は、キャロライン妃の支持者だった初代ドーバー男爵ジョージ・エイガー=エリス(1797–1833)からの注文で描かれた。
絵画の中心人物のキャロライン妃は、イギリス国王ジョージ3世の斡旋により、その子息のジョージ王太子（のちジョージ4世）と結婚した。しかし二人の仲は当初から冷え切っており、結婚の翌年の1796年には早くも別居状態となる。
1820年に国王となったジョージ4世は即位早々にキャロライン妃との離婚を望み、首相（第2代リヴァプール伯爵ロバート・ジェンキンソン）に命じて王妃離婚法案を提出させた。その法案の審議に際して、議会ではキャロライン妃の不貞事実の有無が審査された。
作品の中でキャロライン妃は、作品の中央に横を向いて座っている姿で描かれている。 絵画には多くの著名な人物が描かれている。ホイッグ党の政治家である第3代ホランド男爵ヘンリー・フォックスと第2代グレイ伯爵チャールズ・グレイが描かれ、グレイ伯爵は立って証人に反対尋問を行っている。
傍聴人の中には、リヴァプール首相、閣僚の初代ウェリントン公爵アーサー・ウェルズリー（補給庁長官）、カースルレー子爵ロバート・ステュアート（外務大臣）が描かれている。首相クラスの政治家も複数描かれており、初代グレンヴィル男爵ウィリアム・グレンヴィル（前首相）、初代シドマス子爵ヘンリー・アディントン（元首相）、ジョン・ラッセル卿、ウィリアム・ラムの姿もある。 また、王弟のヨーク公やクラレンス公（のち国王ウィリアム4世）ら王族も描かれている。
注文主のドーバー男爵は、絵の右側に目立つように描かれている。右下隅には画家の自画像も描かれている。
なお、この出来事で世論はキャロライン妃を強く支持したため、王妃離婚法案は貴族院を通過したものの、庶民院で否決されて離婚は成立しなかった。キャロライン妃の王妃としての地位は守られたが、その後もジョージ4世は戴冠式へのキャロライン妃の出席を禁じる暴挙に出て、国民から強く非難された。その直後キャロライン妃は腹膜炎で急死したため、ジョージ4世の人気は地に堕ちた。
この絵は、ロンドンのペル・メルのショーンバーグ・ハウス（Schomberg House）で展示された。1912年に国の芸術作品の取得を支援するための団体、アート・ファンド（Art Fund）からの寄付によりナショナル・ポートレート・ギャラリーの収蔵品となった。

## 関連作品
作者のジョージ・ヘイターは肖像画を多く書いた画家である。『Grove Art Online』は本作が描かれた1820年代を「最も意欲的にして革新的」と評しており、1825年の作品『ラッセル卿ウィリアム・ラッセルの裁判』でも裁判を題材としている。
ヘイターはその後も本作のような群像画を描いており、1832年改革法成立後の議会を描いた『1833年の庶民院 (The House of Commons, 1833)』、ヴィクトリア女王の主席宮廷画家に就任後の作品『ヴィクトリア女王の戴冠式 』などがこれにあたる。

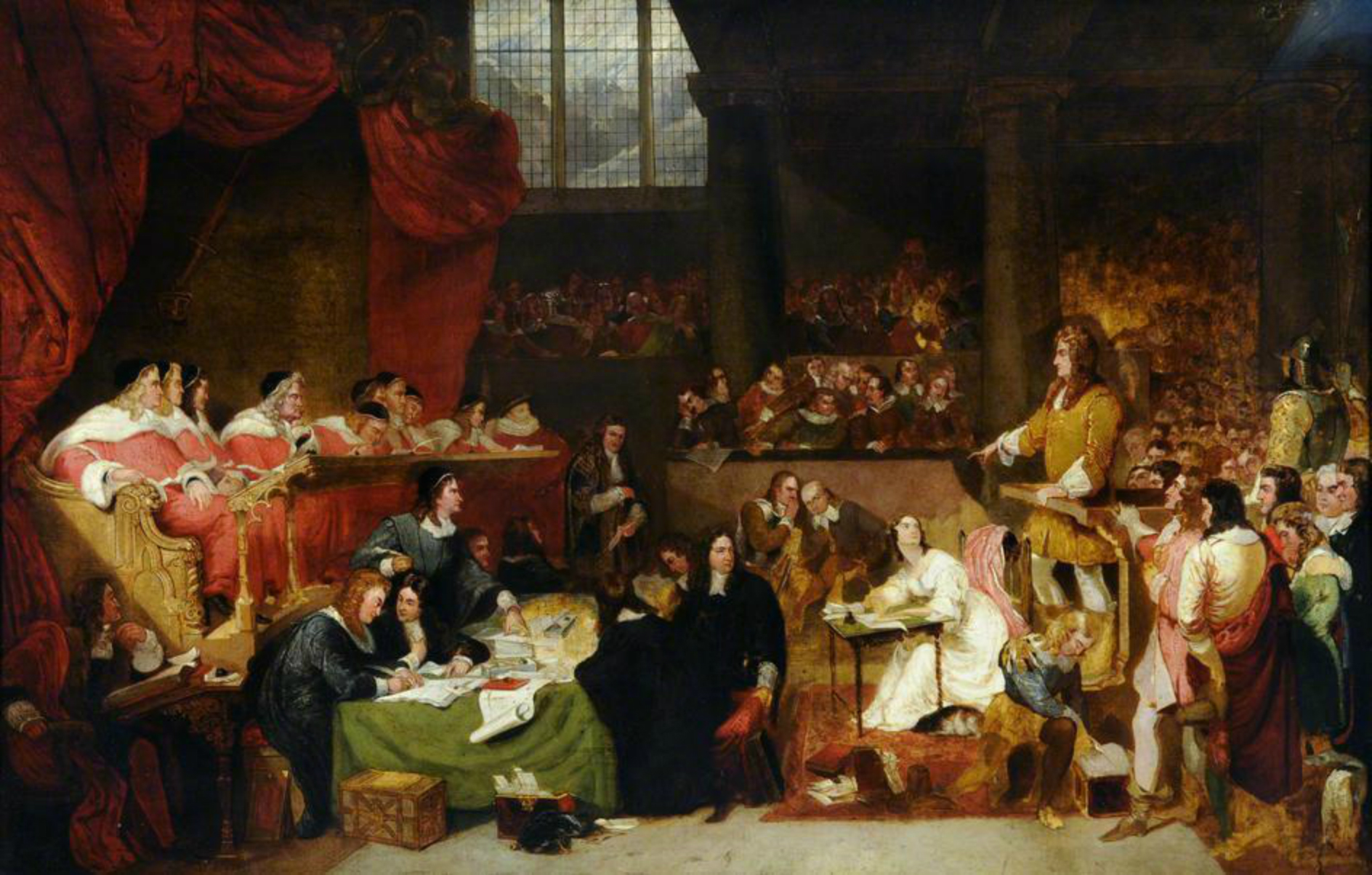
『ラッセル卿ウィリアム・ラッセルの裁判（英語版）』（1825） フェレンズ・アート・ギャラリー（英語版）
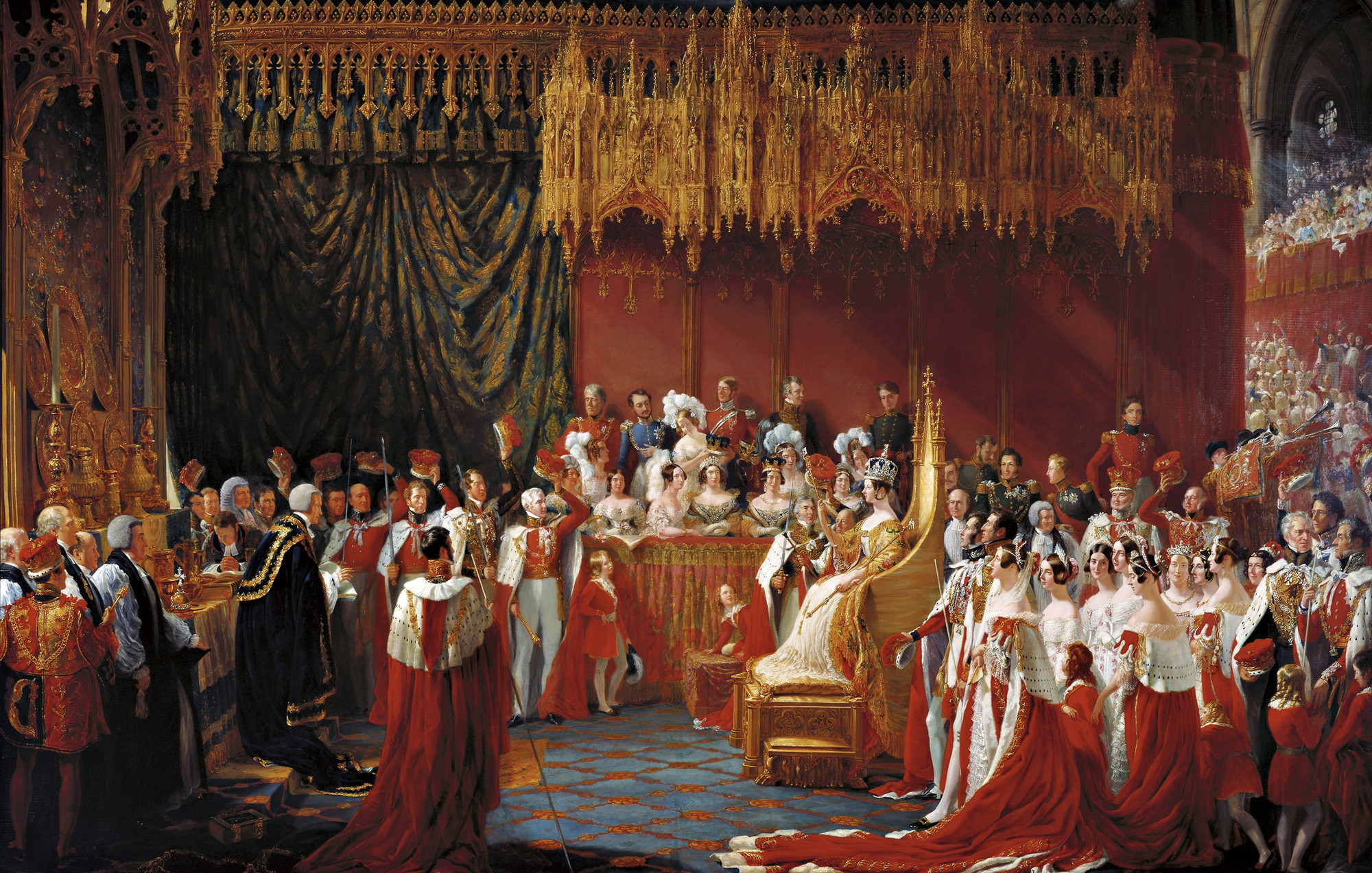
『ヴィクトリア女王の戴冠式 』(1839) ロイヤル・コレクション
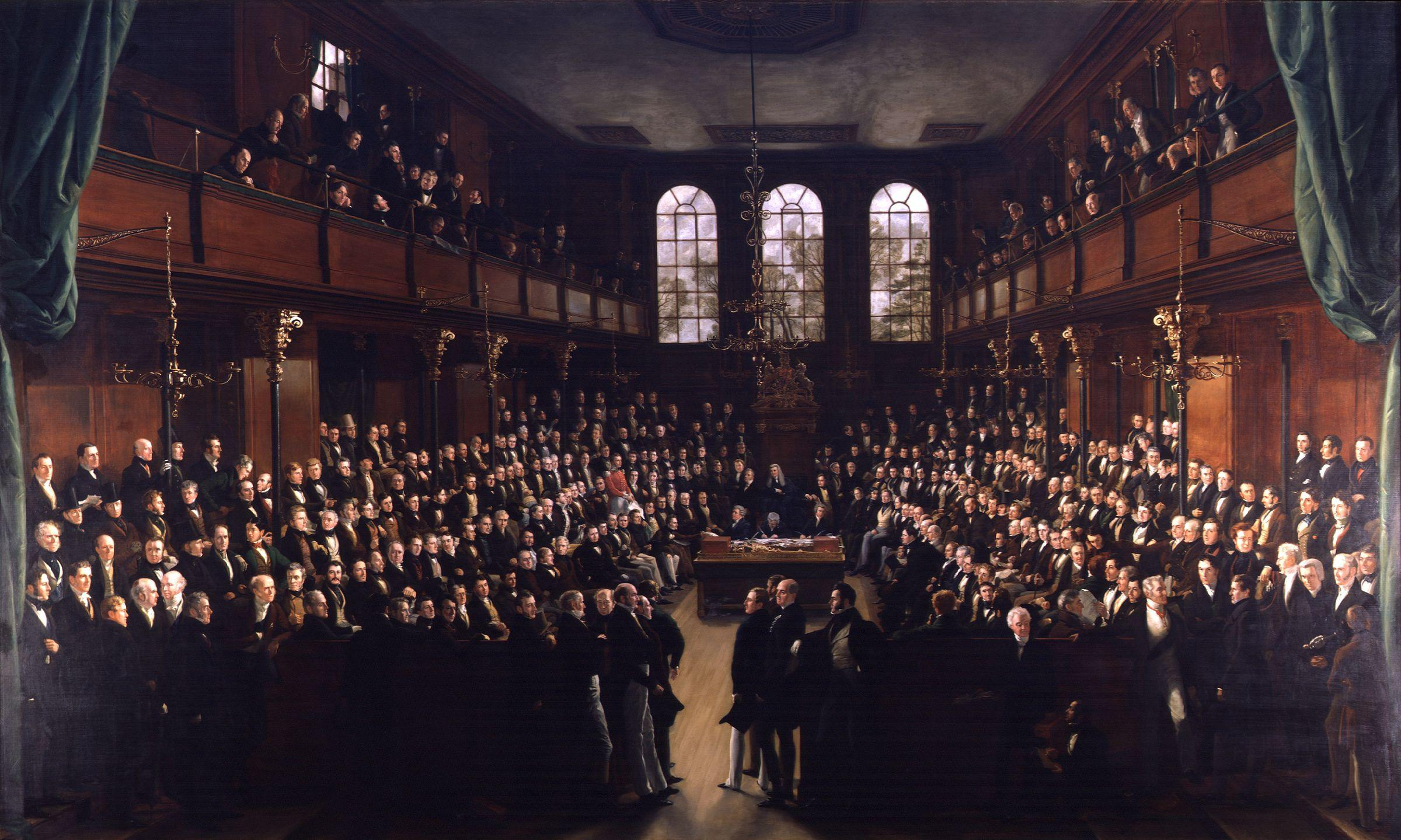
『1833年の庶民院』(1843) ナショナル・ポートレート・ギャラリー